# Escila y Glauco
Escila y Glauco (título original en francés: Scylla et Glaucus) es una tragédie en musique con un prólogo y cinco actos. El libreto de d'Albaret se basa en Las metamorfosis  de Ovidio, libros 10, 13 y 14. La música fue compuesta por Jean-Marie Leclair. Se estrenó en la Académie Royale de Musique de París el 4 de octubre de 1746. Se representó 18 veces. 

## Personajes
| Personaje | Tesitura       | Reparto del estreno, 4 de octubre de 1746 (Director:) |
| --- | -------------- | ----------------------------------------------------- |
| Prólogo |                |                                                       |
| El jefe del pueblo de Amatunte                                                                                          | barítono       | Artista                                               |
| Primera Propétide | soprano        |                                                       |
| Segunda Propétide | tenor (taille) | Louis-Antoine Cuvillier                               |
| Vénus | soprano        | Mlle. Romainville                                     |
| L'Amour (El Amor: Cupido)                                                                                               | soprano        | Marie-Angélique Coupé                                 |
| Tragédie (Actos 1–5) |                |                                                       |
| Circé, una maga | soprano        | Marie-Jeanne Fesch "Mlle. Chevalier"                  |
| Dorine, confidente de Circé                                                                                             | soprano        | Louise Jacquet                                        |
| Glaucus, un dios marino                                                                                                 | haute-contre   | Pierre Jélyotte                                       |
| Licas, amigo de Glaucus                                                                                                 | barítono       | de La Marre (también escrito Lamare o Lamarre)        |
| Scylla, una nifa | soprano        | Marie Fel                                             |
| Témire, amiga de Scylla                                                                                                 | soprano        | Marie-Angélique Coupé                                 |
| Divertissement (durante el Acto I)                                                                                      |                |                                                       |
| Pastor, atraído por Scylla                                                                                              | haute-contre   | Jean-Paul Spesoller, conocido como La Tour o Latour   |
| Sylvan, atraído por Scylla                                                                                              | barítono       | Albert                                                |
| Pastora | soprano        |                                                       |
| Dríade | soprano        |                                                       |
| Hécate | barítono       | Albert                                                |
| Muchacha siciliana | soprano        |                                                       |
| Gente de Amatunte y de Sicilia, Propétides, pastores, silvanos, criados de Circe, dioses marinos, dioses del inframundo |                |                                                       |

## Argumento
Durante el prólogo, las integrantes de un culto de Amatunte llamadas las Propétides se vuelven de piedra por negar la autoridad de Venus. La tragedia en sí misma (actos 1-5) que sigue es un triángulo amoroso. Circé, la maga, ama a Glaucus, un dios marino, quien ama a Escila, una ninfa. Circé con el tiempo vuelve a Escila de piedra en la forma de la famosa roca en el estrecho de Mesina, junto al remolino de Caribdis.